# Saprolegnia
Saprolegnia je rod sladkovodních oomycet. Je blízce příbuzný k rodu Achlya. Onemocnění těmito dvěma skupinami jsou na první pohled velmi podobná a mohou být snadno vzájemně zaměněna, projevují se bílými až hnědými vatovitými porosty na povrchu těla postiženého organismu. Toto napadení může skončit až smrtí hostitele.

## Druhy
- Saprolegnia australis
- Saprolegnia ferax
- Saprolegnia declina
- Saprolegnia longicaulis